# 横浜茂勝
横浜 茂勝（よこはま しげかつ、生没年不詳）は、安土桃山時代の武将、大名。豊臣氏の家臣。官位は民部少輔。別名に正行。

## 略歴
横浜一庵の子といわれるが、一説には弟ともある。豊臣秀長およびその養子の豊臣秀保に仕えたが、文禄4年（1595年）4月に秀保が没すると豊臣秀吉の直参となり、大和国内（播磨国内という説もあり）にて17,000石を領した。同年、伏見城の普請を分担し、慶長2年（1597年）7月、額安寺の塔を伏見城に移建する際には作事奉行を務めた。
慶長3年（1598年）8月、秀吉の死に際して遺物兼吉の刀を受領。
慶長5年（1600年）の関ヶ原の戦いでは西軍に与し、大坂天王寺口を守備し、大和高取城の戦いや大津城の戦いにも参加した為に戦後に改易処分となった。その後の消息は不明である。
子の正幸（内記）は山城国笠置で生まれ、藤堂高虎が伊予国から伊勢国へ加増転封となった際に、小堀政一の肝煎りで500石で藤堂家に仕えた。